# Cục Dân số (Việt Nam)
Cục Dân số (tiếng Anh: Viet Nam Population Authority, viết tắt là VNPA) là cơ quan trực thuộc Bộ Y tế, thực hiện chức năng tham mưu, giúp Bộ trưởng Bộ Y tế quản lý nhà nước và tổ chức thực thi pháp luật về dân số, bao gồm các lĩnh vực: Quy mô dân số, cơ cấu dân số và chất lượng dân số, kế hoạch hóa gia đình, chăm sóc sức khỏe người cao tuổi ở cộng đồng; tổ chức thực hiện các hoạt động dịch vụ công về dân số theo quy định của pháp luật trên phạm vi cả nước.
Chức năng, nhiệm vụ, quyền hạn và cơ cấu tổ chức của Cục Dân số được quy định tại Quyết định 3919/QĐ-BYT ngày 23/10/2023 của Bộ trưởng Bộ Y tế.

## Lịch sử phát triển
Năm 26/12/1961, Thủ tướng Phạm Văn Đồng đã ký Quyết định số 216/CP ngày 26/12/1961 về sinh đẻ có hướng dẫn cho nhân dân trong cả nước. Ban chỉ đạo hướng dẫn sinh đẻ có kế hoạch cũng được thành lập và do Thủ tướng Phạm Văn Đồng kiêm nhiệm trưởng ban tới năm 1975. Từ năm 1997, Chính phủ quyết định lấy ngày 26/12 là ngày Dân số Việt Nam.
Năm 1971, Thành lập Ủy ban bảo vệ Bà mẹ, trẻ em và Sinh đẻ có kế hoạch trên toàn quốc với mục đích tuyên truyền giáo dục chăm sóc sức khỏe sinh sản, sinh sản kế hoạch trong cán bộ, công nhân viên, hội viên, đoàn viên. Ủy ban tồn tại đến năm 1974 thì giải thể, công tác chuyên môn do Bộ Y tế đảm nhiệm tới năm 1984.
Năm 1984, Hội đồng Bộ trưởng đã ban hành Quyết định số 58-HĐBT ngày 11/4/1984 về việc thành lập Ủy ban quốc gia Dân số và Sinh đẻ có kế hoạch.
Ngày 6/2/1985, Ủy ban quốc gia Dân số và sinh đẻ có kế hoạch đổi tên thành Quốc gia Dân số và Kế hoạch hóa gia đình. Ở cấp tỉnh/TP và đặc khu trực thuộc Trung ương gọi là Ủy ban DS-KHHGĐ.
Năm 2002, sáp nhập Ủy ban DS-KHHGĐ với Ủy ban Bảo vệ chăm sóc trẻ em thành Ủy ban Dân số, Gia đình và Trẻ em.
Năm 2007, giải thể Ủy ban Dân số, Gia đình và Trẻ em, chức năng quản lý Nhà nước về DS-KHHGD được giao về Bộ Y tế.
Năm 2008, Tổng cục Dân số - Kế hoạch hóa gia đình được thành lập để giúp Bộ trưởng Bộ Y tế quản lý Nhà nước về lĩnh vực DS-KHHGĐ bao gồm lĩnh vực: quy mô dân số, cơ cấu dân số và chất lượng dân số; chỉ đạo các hoạt động chuyên môn, nghiệp vụ về DS-KHHGĐ trong phạm vi cả nước.
Năm 2023, Tổng cục Dân số - Kế hoạch hóa gia đình chuyển thành Cục Dân số.

## Lãnh đạo Cục[1]
- Cục trưởng: Lê Thanh Dũng
- Phó Cục trưởng:

1. TS. Phạm Vũ Hoàng
2. Hoàng Thị Thơm

## Cơ cấu tổ chức[2]
(Theo điều 3, Quyết định 3919/QĐ-BYT ngày 23/10/2023 của Bộ trưởng Bộ Y tế)

### Các đơn vị thực hiện chức năng quản lý nhà nước
- Phòng Quy mô dân số và Kế hoạch hóa gia đình
- Phòng Cơ cấu và Chất lượng dân số
- Phòng Sức khoẻ người cao tuổi
- Phòng Truyền thông - Giáo dục
- Phòng Kế hoạch - Tài chính
- Phòng Tổ chức cán bộ và Hợp tác quốc tế
- Phòng Pháp chế - Thanh tra
- Văn phòng Cục

### Các đơn vị sự nghiệp
- Trung tâm Đào tạo, bồi dưỡng và Cung ứng dịch vụ dân số
- Trung tâm Nghiên cứu, Thông tin và Dữ liệu